# Pen y Gadair Fawr
Pen y Gadair Fawr är ett berg i Storbritannien.   Det ligger i kommunen Powys och riksdelen Wales, i den södra delen av landet, 210 km väster om huvudstaden London. Toppen på Pen y Gadair Fawr är 800 meter över havet. Pen y Gadair Fawr ingår i Black Mountains.
Terrängen runt Pen y Gadair Fawr är huvudsakligen kuperad. Runt Pen y Gadair Fawr är det ganska tätbefolkat, med 96 invånare per kvadratkilometer. Närmaste större samhälle är Abergavenny, 16,2 km söder om Pen y Gadair Fawr. Trakten runt Pen y Gadair Fawr består i huvudsak av gräsmarker.